# Adam Fryszberg
Adam Fryszberg (ur. 1 października 1882 w Warszawie, zm. wiosną 1940 w Katyniu) – polski lekarz ginekolog-położnik, kapitan lekarz Wojska Polskiego, ofiara zbrodni katyńskiej.

## Życiorys
Urodził się w rodzinie żydowskiej, jako syn Mathiasa wzgl. Macieja (1856–1912) i Gustawy z domu Glichgewicht (1860–1928).
Studiował medycynę na Uniwersytecie Ludwika i Maksymiliana w Monachium oraz Uniwersytecie Ruprechta i Karola w Heidelbergu; studia ukończył na Kazańskim Uniwersytecie Państwowym. Dyplom uzyskał w 1910.
Został lekarzem ginekologiem-położnikiem, uzyskał tytuł naukowy doktora. Pracował w Warszawie zajmując się akuszerią i chorobami kobiecymi do 1913, ponownie od 1920. We wrześniu 1918 został mianowany lekarzem powiatowym w Garwolinie. W Warszawie pracował jako ginekolog do 1939, ordynując przy ulicy Świętokrzyskiej 30.
Uczestniczył w I wojnie światowej. Po odzyskaniu przez Polskę niepodległości został przyjęty do Wojska Polskiego. Z dniem 1 grudnia 1919 został zwolniony z od pełnienia obowiązków lekarza sanitarnego Okręgu III w Wydziale VI Zdrowia Publicznego na czas pełnienia służby wojskowej. W 1920 służył w szeregach 2 Brygady Jazdy. 24 września 1920 roku został zatwierdzony z dniem 1 kwietnia 1920 roku w stopniu kapitana lekarza, w korpusie lekarskim, w grupie oficerów byłych Korpusów Wschodnich i byłej armii rosyjskiej. Pełnił wówczas służbę w Szpitalu Wojskowym w Wilnie. Został zweryfikowany w stopniu kapitana ze starszeństwem z dniem 1 czerwca 1919 w korpusie oficerów sanitarnych, grupa lekarzy. W 1923, 1924 był oficerem rezerwy 1 Batalionu Sanitarnego. W 1934 jako rezerwy był przydzielony do kadry zapasowej 1 Szpitala Okręgowego i pozostawał wówczas w ewidencji Powiatowej Komendy Uzupełnień Warszawa Miasto III.
Był działaczem Izby Lekarskiej Warszawsko-Białostockiej, wybierany członkiem Rady ILWB 13 listopada 1927, 25 listopada 1928, 22 listopada 1931, zastępcą członka zarządu 30 grudnia 1928, wybrany delegatem do Naczelnej Izby Lekarskiej oraz członkiem Sądu Dyscyplinarnego 20 grudnia 1931, 26 marca 1933, 2 lutego 1935, członkiem Komisji Podatkowej. W 1933 uczestniczył w XIV Zjeździe Lekarzy i Przyrodników w Poznaniu. 12 czerwca 1938 został wiceprezesem sądu Stowarzyszenia „Pomocy Ubogim Chorym – Ezras Chojlim Anyim”.
Mieszkał w Warszawie. Jego żoną była Bronisława z domu Firstenberg, z którą miał córkę Halinę.
Po wybuchu II wojny światowej i agresji ZSRR na Polskę (17 września 1939) został aresztowany przez sowietów. Był przetrzymywany w obozie w Kozielsku. Na wiosnę 1940 został wywieziony i zamordowany w Katyniu przez funkcjonariuszy Obwodowego Zarządu NKWD w Smoleńsku oraz pracowników NKWD przybyłych z Moskwy na mocy decyzji Biura Politycznego Komitetu Centralnego WKP(b) z 5 marca 1940. Jest pochowany na terenie obecnego Polskiego Cmentarza Wojennego w Katyniu.

## Publikacje
- O wartości odczynu biologicznego Aschheima-Zondeka (1934, współautor: Artur Lejwa)[30]
- Dr. med. Antoni Natanson (wspomnienie pośmiertne) (w: „Warszawskie Czasopismo Lekarskie” Nr 3/1934)[31]

## Upamiętnienie
5 października 2007 roku Minister Obrony Narodowej Aleksander Szczygło mianował go pośmiertnie do stopnia majora. Awans został ogłoszony 9 listopada 2007 roku, w Warszawie, w trakcie uroczystości „Katyń Pamiętamy – Uczcijmy Pamięć Bohaterów”.